# Baronia de Grítzena
La Baronia de Grítzena o Grítsena va ser un feu medieval franc del Principat d'Acaia, situat a l'est de Messènia, a la península del Peloponès a Grècia, i amb capital a l'assentament de Grítzena (en grec: Γρίτζενα / Γρίτσενα; en francès: la Grite).

## Història
La Baronia de Grítzena va ser establerta al voltant de 1209, després de la conquesta del Peloponès pels croats, i va ser una de les dotze baronies originals dins del Principat d'Acaia. Les diferents versions de la Crònica de Morea esmenten que la baronia comprenia 4 feus, i es trobava a la regió de Lakkoi (la plana alta de Messènia, entre Calamata i Escorta), sota un tal Lucas (Λούκας), del qual no es coneix gairebé res.
La Baronia de Grítzena és poc coneguda. Va romandre en un recés de pau fins als atacs romans d'Orient de la dècada de 1260, i no hi ha evidència d'un castell que es construís allà pel que és impossible establir la seva ubicació exacta. La baronia reapareix únicament al voltant de 1275, quan va ser controlada per Godofreu de Tournai, que possiblement l'havia rebut com a compensació per la pèrdua de la seva baronia de Kalàvrita davant els romans d'Orient de Mistra. Després desapareix de nou de les fonts juntament amb la família de Tournai (o Dournay), a finals de segle xiii.